# 葵祭
葵祭是日本京都每年5月15日（陰曆4月中的酉日）的節慶，為京都三大祭（葵祭、祇園祭、時代祭）之一，本來稱為賀茂祭，後來由於祭典隊伍皆用葵花與葵葉裝飾而得名。
葵祭可追溯至古墳時代末期，當時欽明天皇在位（539年到571年），發生風雨造成農作歉收、疾病散布，為平息風雨、祈求農作豐收便舉行祭祀鴨神（即賀茂神，上賀茂神社的祭神，「鴨」發音與「賀茂」同音）的祭典。到了平安時代，此祭典形式確定。在平安時代長篇物語源氏物語中亦有描寫葵祭的章節。現由賀茂御祖神社 （下鴨神社）與賀茂別雷神社 （上賀茂神社）的定期祭典，將平安時代的風雅習俗「葵祭隊伍」重現，牛車與遊行者都會妝點葵葉行列長達一公里。「葵」是指雙葉葵，因摘下後很快就凋零，在葵祭使用近一萬枝雙葉葵皆是在葵祭舉辦的四天之前，才從北山深谷裡一次摘採下來。祭典由京都御所出發，經過賀茂御祖神社，最後到達上賀茂神社。

## 外部連結
- （日語）賀茂祭（葵祭） 上賀茂神社（加茂別雷神社）

- （日語）葵祭 （页面存档备份，存于） 京都新聞社
- （日語）葵祭 （页面存档备份，存于） 京都観光協会

| 京都三大祭典                             |
| ---------------------------------------- |
| 葵祭(5月) \| 祇園祭(7月) \| 時代祭(10月) |